# 華盛頓 (阿拉巴馬州)
華盛頓是一個位於阿拉巴馬州奧塔加縣的鬼鎮，位於阿拉巴馬河的北岸，奧塔加河的河口以西。該市於1817年在印第安人的奧陶加小鎮阿塔基（Atagi）的遺址上建立。該市的名稱以紀念喬治·華盛頓而得。1819年11月22日，阿拉巴馬州立法機關選擇該市作為奧陶加縣的縣城，直到1830年。為了配合縣政府的需要，當地修建了法院，旅館，監獄，郵局和頸手枷。縣城於1830年變更為金斯敦，以便更靠近奧陶加的地理中心區域。之後，許多當地居民逐漸離開，該市在1879年被廢棄，而從1824年就開始的當地郵局於1854年停止運作。

## 當地著名人物
- 尤金·艾伦·史密斯（Eugene Allen Smith），前阿拉巴马州地质学家，美国地质学会副主席